# Жалпак
Жалпак — упразднённый посёлок в Красноярском районе Астраханской области России. Входил в состав Бузанского сельсовета. Исключен из учётных данных в 1998 г.

## География
Посёлок располагался в песках Коктобе, в 22 км к северо-востоку от поселка Степной, центра сельской администрации.
Климат умеренный, резко континентальный. Характеризуется высокими температурами летом и низкими — зимой, малым количеством осадков, а также большими годовыми и летними суточными амплитудами температуры воздуха.

## История
Посёлок возник как производственное отделение № 4 совхоза «Аксарайский». По некоторым сведениям в 1960 году на ферме № 4 проживало 354 человека. Официально зарегистрирован в 1978 году в составе Аксарайского сельсовета. В 1982 году сельсовет был переименован в Степновский. Исключен из учётных данных законом Астраханского облсобрания от 18 мая 1998 года № 20.